# Tríptico de la Pasión (Taller de El Bosco)
El Tríptico de la Pasión, también conocido como el Tríptico de los improperios es una obra pictórica perteneciente a la escuela flamenca y atribuida actualmente al obrador del Bosco. Forma parte de la colección del Museo de Bellas artes de Valencia.

## Localización
Esta pintura se conoce como el Tríptico de la Pasión o Tríptico de los Improperios por las escenas que se representan. De izquierda a derecha: el Prendimiento de Cristo, la Coronación de espinas y la Flagelación.
En cuanto a la autoría, el tríptico se atribuye al obrador del Bosco. A través de la dendrocronología—el estudio del envejecimiento de la madera—se ha estimado que esta obra fue pintada entre 1520 y 1530, después de la muerte del artista (1516). A pesar de que aparece la firma del Bosco, cronológicamente la obra no pudo ser realizada por el propio artista. Así pues, sus colaboradores pintaron el diseño que el maestro quizás hiciese en vida. 
Esta obra pasó por distintas manos hasta llegar a ser propiedad del Museo de Bellas artes de València. Sabemos que fue parte de la colección privada de Mencía de Mendoza, virreina consorte de València (1541-1554) y una de las figuras más importantes en el ámbito del coleccionismo y el mecenazgo en la Europa de su tiempo. Primero, contrajo matrimonio con Enrique III de Nassau. En ese momento, el conde de Nassau era el propietario del Tríptico del Jardín de las Delicias del Bosco, y quién le transmitió el interés por la pintura flamenca. Después de su muerte, Mencía se casó con Fernando de Aragón, duque de Calabria y virrey de Valencia. Así, se trasladó a la península Ibérica y con ella su colección de arte. El tríptico se llevó al Convento de San Domingo de Valencia y con las desamortizaciones del siglo XIX fue adquirido por el museo.

## Análisis estilístico
El cuadro se pinta en el siglo XVI, en Flandes, y cronológicamente corresponde a los primitivos flamencos (entre el gótico y el Renacimiento).
En primer lugar, a diferencia de la perspectiva más lineal, clásica del Renacimiento y épocas posteriores, la escuela flamenca utiliza un punto de vista alto en el que las figuras se superponen para crear sensación de profundidad sin recurrir a la proporción matemática.
En segundo lugar, se introduce la pintura al óleo que supone un avance en el color y el detallismo. Durante toda la Edad Media, el temple es la técnica de pintura tradicional; usándose clara de huevo como aglutinante del pigmento, las tonalidades eran más apagadas. El óleo tiene como aglutinante aceite de linaza, de consistencia mayor. Como resultado, se consiguen colores más saturados. Así es como se pone al alcance del artista una variedad tonal mayor. Este aspecto, en la obra, se muestra notablemente en las ropas que visten los personajes.
Con la sustitución del temple por el óleo, se dejarán de hacer veladuras para realizar trazados únicos y uniformes. Con pinceladas más finas y más colores, las pinturas pasarán a ser más detallistas y realistas. En este caso, se identifican las texturas de los tejidos, las líneas de expresión, y las gotas de sangre del personaje principal. Además, alrededor de las escenas principales, y de forma reducida, se representa en grisalla la lucha del bien contra el mal, es decir, los ángeles contra los demonios.
En tercer lugar, el artista de la época no se concibe de manera individual; con la creación de los gremios en la Plena Edad Media, toma importancia el trabajo gremial conjunto, el artista como una identidad plural. En los talleres, maestros y discípulos trabajaban en conjunto para crear obras que después, en la mayoría de los casos, eran firmadas sólo por el maestro. Este es el caso del tríptico: aunque no fue pintado por él, aparece la firma del Bosco. No por esta razón, el cuadro ha perdido valor artístico en la Historia del Arte.
En el caso específico del estilo del Bosco y su obrador, las características presentes en las obras facilitan el reconocimiento del autor; son características muy individuales, que conforman un estilo propio. En sus producciones artísticas destacan la pluralidad de figuras, en la mayoría de casos con detalles muy perfeccionados que complicaban su imitación a otros artistas contemporáneos. El carácter satírico y el uso de la pintura caricaturesca también forman parte del su estilo. Estos aspectos han llevado a algunos críticos a considerarlo grotesco. Una interpretación que se ha hecho sobre el carácter de los personajes es su relación con el miedo al infierno, temor generalizado durante la Edad Media. El desarrollo de este miedo fue fruto de una época en la que el estamento eclesiástico dominaba las letras, aprovechando el analfabetismo de la población para difundir los preceptos del catolicismo por medio de las imágenes.

## Aproximación al significado
Cómo afirma el nombre de la obra, en el tríptico se representa la Pasión: la trayectoria realizada por Cristo desde la Última Cena hasta su crucifixión y muerte. En cada una de las tres tablas se representan las tres escenas principales de la Pasión. 

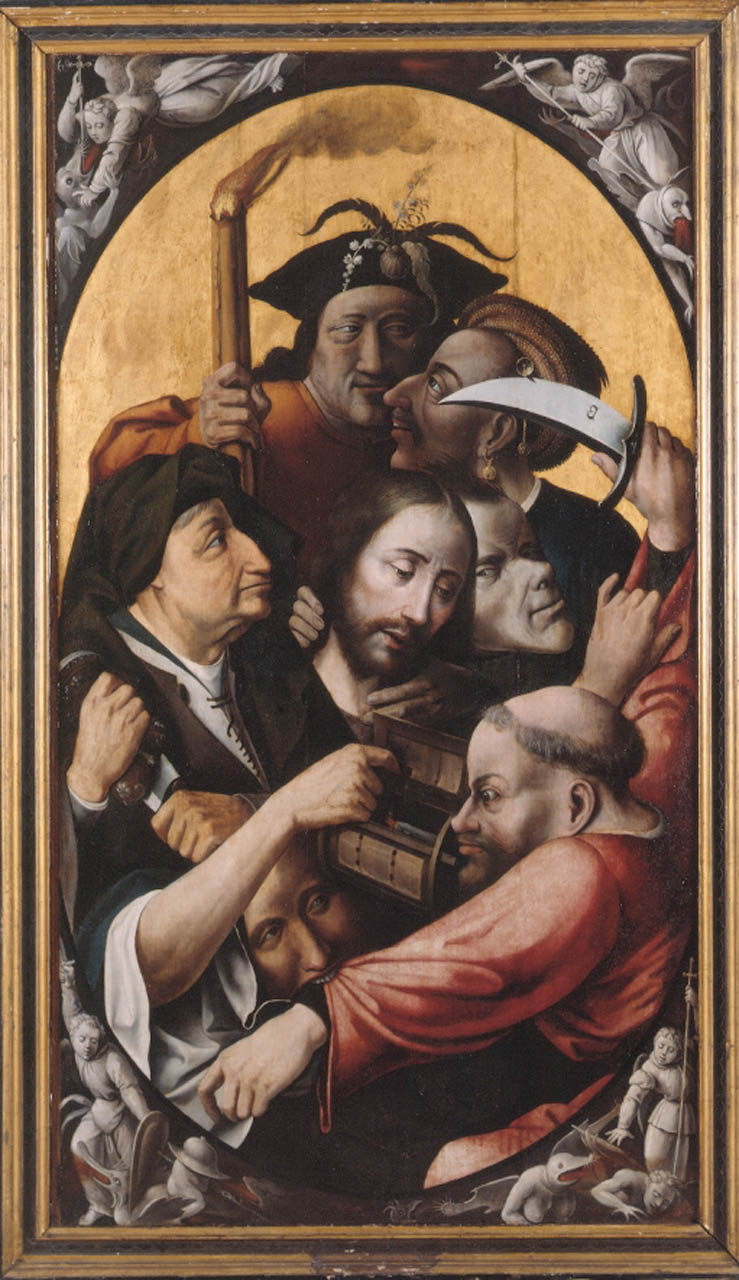
Prendimiento de Cristo, tabla izquierda.

En primer lugar, en la tabla de la izquierda, se representa el Prendimiento de Cristo que acontece por la traición de uno de sus apóstoles: Judas. Este acompañó a los soldados fariseos hasta el lugar donde se encontraba Jesús orante para arrestarlo. En la imagen vemos a Cristo en el centro, rodeado por los fariseos que lo encarcelan. Cabe destacar la figura de la derecha: Simón Pedro, que intenta defender a Jesús y con el cuchillo que sostiene con la mano, herir a sus oponentes.
La tabla del centro muestra la Coronación de Espinas. El gobernador, amenazado por el título que los judíos le dan a Cristo como rey suyo, le impone una corona de espinas con la intención de causarle dolor e imitar satíricamente la corona de laurel que llevaban los gobernantes romanos. Siguiendo con la burla, con una tela y una caña imitan el cetro y el paludamentum que caracterizan a los emperadores. De nuevo, en el centro de la composición se encuentra Cristo, coronado y togado. El personaje de la izquierda representa anun sacerdote judío y detrás de este se ve a un espectador, que puede ser un autorretrato del Bosco. A la derecha de Jesús, se encuentran tres verdugos. Uno de ellos lleva un broche de una águila y otro, una inscripción en la toga: SPQR (Senatus Populusque Romanus). Ambos aluden en el pueblo romano.

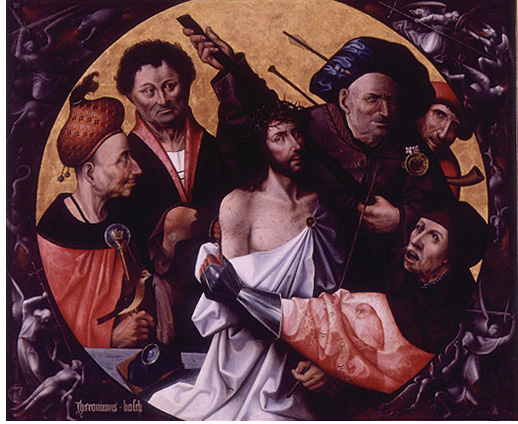
Coronación de Espinas, tabla central.

La última de las imágenes es la Flagelación, momento en el que los soldados romanos martirizan a Cristo a golpes y latigazos, hasta que no se le reconoce. La figura central vuelve a ser Cristo pero, en este caso, está rodeado por tres personajes: uno lo mantiene atado con cuerdas y otros dos lo flagelan con ramas y un flagrum taxillatum (un flagelo con mango de madera y tiras de cuero acabadas en piezas de plomo).